# Lista de programas originais do Hulu
A partir de 2011, o serviço de streaming Hulu começou a produzir seu próprio conteúdo original. A primeira produção lançada foi a websérie The Morning After, um programa leve de notícias da cultura pop. Em 2012, o Hulu anunciou que iria transmitir seu primeiro programa com script original, intitulado Battleground.

## Programação original

### Drama
| Título                     | Gênero                                 | Estreia                 | Temporadas                 | Duração    | Estado                                                        |
| -------------------------- | -------------------------------------- | ----------------------- | -------------------------- | ---------- | ------------------------------------------------------------- |
| The Confession             | Drama                                  | March 28, 2011          | 10 episódios               | 5–7 min.   | Minissérie                                                    |
| East Los High              | Drama adolescente                      | 3 de junho de 2013      | 4 temporadas, 61 episódios | 22–24 min. | Finalizada                                                    |
| 11.22.63                   | Drama                                  | 15 de fevereiro de 2016 | 8 episodes                 | 44–81 min. | Minissérie                                                    |
| The Path                   | Drama                                  | March 30, 2016          | 3 temporadas, 36 episódios | 45–56 min. | Finalizada                                                    |
| Freakish                   | Terror                                 | 10 de outubro de 2016   | 2 temporadas, 20 episódios | 22–24 min. | Finalizada                                                    |
| Chance                     | Thriller psicológico de drama criminal | 19 de outubro de 2016   | 2 temporadas, 20 episódios | 40–42 min. | Finalizada                                                    |
| Shut Eye                   | Drama                                  | 7 de dezembro de 2016   | 2 temporadas, 20 episódios | 40–42 min. | Finalizada                                                    |
| Dimension 404              | antologia Filme de ficção científica   | 4 de abril de 2017      | 1 temporada, 6 episoódios  | 40 min.    | Finalizada                                                    |
| The Handmaid's Tale        | Drama distópico                        | 26 de abril de 2017     | 4 temporadas, 46 episódios | 44–64 min. | Renovada                                                      |
| Runaways                   | Drama adolescente de super-heróis      | 21 de novembro de 2017  | 3 temporadas, 33 episódios | 46–53 min. | Finalizada                                                    |
| The Looming Tower          | Drama                                  | 28 de fevereiro de 2018 | 10 episódios               | 50–51 min. | Minissérie                                                    |
| Castle Rock                | Antologia de terror psicológico        | 25 de julho de 2018     | 2 temporadas, 20 episódios | 35–60 min. | Finalizada                                                    |
| Into the Dark              | Antologia de terror                    | 5 de outubro de 2018    | 2 temporadas, 24 episódios | 81–93 min. | Finalizada                                                    |
| Light as a Feather         | Thriller supernatural                  | 12 de outubro de 2018   | 2 temporadas, 26 episódios | 22–25 min. | Finalizada                                                    |
| The Act                    | Drama de true crime                    | 20 de março de 2019     | 8 episódios                | 48–60 min. | Minissérie                                                    |
| Wu-Tang: An American Saga  | Drama                                  | 4 de setembro de 2019   | 2 temporadas, 20 episódios | 59 min.    | Renovada para temporada final                                 |
| Looking for Alaska         | Drama adolescente                      | 18 de outubro de 2019   | 8 episódios                | 48–57 min. | Minissérie                                                    |
| Reprisal                   | Drama                                  | 6 de dezembro de 2019   | 1 temporada, 10 episódios  | 41–57 min. | Finalizada                                                    |
| Devs                       | Drama                                  | 5 de março de 2020      | 8 episódios                | 43–57 min. | Minissérie                                                    |
| Little Fires Everywhere    | Drama                                  | 18 de março de 2020     | 8 episódios                | 53–60 min. | Minissérie                                                    |
| Mrs. America               | Drama                                  | 15 de abril de 2020     | 9 episódios                | 43–48 min. | Minissérie                                                    |
| Love, Victor               | Drama romântico                        | 17 de junho de 2020     | 2 temporadas, 20 episódios | 24–33 min. | Temporada final com estreia prevista para 15 de junho de 2022 |
| Monsterland                | Antologia de terror                    | 2 de outubro de 2020    | 1 temporada, 8 episódios   | 42–53 min. | Finalizada                                                    |
| Helstrom                   | Terror de super-heróis                 | October 16, 2020        | 1 temporada, 10 episódios  | 44–55 min. | Finalizada                                                    |
| A Teacher                  | Drama                                  | 10 de novembro de 2020  | 10 episódios               | 21–29 min. | Minissérie                                                    |
| American Horror Stories    | Antologia de terror                    | 15 de julho de 2021     | 1 temporada, 7 episódios   | 38–49 min. | Volume 2 com estreia prevista para 21 de julho de 2022        |
| Nine Perfect Strangers     | Drama                                  | 18 de agosto de 2021    | 8 episódios                | 42–55 min. | Minissérie                                                    |
| Y: The Last Man            | Drama de ficção científica             | 13 de setembro de 2021  | 1 temporada, 10 episódios  | 47–54 min. | Finalizada                                                    |
| The Premise                | Antologia                              | 16 de setembro de 2021  | 1 temporada, 5 episódios   | 28−33 min. | Pendente                                                      |
| Dopesick                   | Drama                                  | 13 de outubro de 2021   | 8 episódios                | 57–63 min. | Minissérie                                                    |
| Pam & Tommy                | Drama biográfico                       | 2 de fevereiro de 2022  | 8 episódios                | 43–51 min. | Minissérie                                                    |
| The Dropout                | Drama                                  | 3 de março de 2022      | 8 episódios                | 45–55 min. | Minissérie                                                    |
| The Girl from Plainville   | Drama de true crime                    | 29 de março de 2022     | 8 episódios                | 41–49 min. | Minissérie                                                    |
| Under the Banner of Heaven | Drama de true crime                    | 28 de abril de 2022     | 7 episódios                | 63−68 min. | Minissérie em exibição                                        |
| Candy                      | Drama de true crime                    | May 9, 2022             | 5 episodes                 | 48−55 min. | Minissérie                                                    |
| Aguardando lançamento      |                                        |                         |                            |            |                                                               |
| Pistol                     | Drama biográfico                       | 31 de maio de 2022      | 6 episódios                | TBA        | Minissérie                                                    |
| The Patient                | Thriller psicológico                   | 30 de agosto de 2022    | 10 episódios               | TBA        | Minissérie                                                    |

### Comédia
| Título                       | Gênero                                  | Estreia                 | Temporadas                 | Duração    | Estado                                                     |
| ---------------------------- | --------------------------------------- | ----------------------- | -------------------------- | ---------- | ---------------------------------------------------------- |
| Battleground                 | Mocumentário                            | 14 de fevereiro de 2012 | 1 temporada, 13 episódios  | 22 min.    | Finalizada                                                 |
| Quick Draw                   | Western                                 | 5 de agosto de 2013     | 2 temporadas, 18 episódios | 22 min.    | Finalizada                                                 |
| Deadbeat                     | Sobrenatural                            | 9 de abril de 2014      | 3 tmporadas, 36 episódios  | 23 min.    | Finalizada                                                 |
| The Hotwives                 | Paródia                                 | 15 de julho de 2014     | 2 temporadas, 14 episódios | 23 min.    | Finalizada                                                 |
| The Neighbors                | Sitcom                                  | 14 de março de 2015     | 1 temporada, 6 episódios   | 22–32 min. | Finalizada                                                 |
| Difficult People             | Comédia sombria                         | 5 de agosto de 2015     | 3 temporads, 28 episódios  | 22–29 min. | Finalizada                                                 |
| Casual                       | Comédia                                 | 5 de outubro de 2015    | 4 temporadas, 44 episódios | 23–24 min. | Finalizada                                                 |
| Future Man                   | Ficção científica                       | 14 de novembro de 2017  | 3 temporadas, 34 episódios | 27–35 min. | Finalizada                                                 |
| All Night                    | Comédia adolescente                     | 11 de maio de 2018      | 1 temporada, 10 episódios  | 22–24 min. | Finalizada                                                 |
| PEN15                        | Comédia adolescente                     | 8 de fevereiro de 2019  | 2 temporadas, 25 episódios | 22–24 min. | Finalizada                                                 |
| Shrill                       | Comédia                                 | 15 de março de 2019     | 3 temporadas, 22 episódios | 30 min.    | Finalizada                                                 |
| Ramy                         | Comédia dramática                       | 19 de abril de 2019     | 2 temporadas, 20 episódios | 23–31 min. | Renovada                                                   |
| Four Weddings and a Funeral  | Série de antologia de comédia romântica | 31 de julho de 2019     | 10 episódios               | 44–50 min. | Minissérie                                                 |
| Dollface                     | Comédia                                 | 15 de novembro de 2019  | 2 temporadas, 20 episódios | 22–32 min. | Finalizada                                                 |
| High Fidelity                | Comédia dramática                       | 14 de fevereiro de 2020 | 1 temporada, 10 episódios  | 26–34 min. | Finalizada                                                 |
| The Great                    | Comédia histórica                       | 15 de maio de 2020      | 2 temporadas, 20 episódios | 50–55 min. | Renovada                                                   |
| Woke                         | Comédia                                 | 9 de setembro de 2020   | 2 temporadas, 16 episódios | 25–34 min. | Pendente                                                   |
| Reservation Dogs             | Drama adolescente/Comédia dramática     | 9 de agosto de 2021     | 1 temporada, 8 episódios   | 30 min.    | 2ª temporada com estreia prevista para 3 de agosto de 2022 |
| Only Murders in the Building | Comédia/Mistério                        | 31 de agosto de 2021    | 1 temporada, 10 episódios  | 26–35 min. | 2ª temporada com estreia prevista para 28 de junho de 2022 |
| How I Met Your Father        | Sitcom                                  | 18 de janeiro de 2022   | 1 temporada, 10 episódios  | 22–25 min. | Renovada                                                   |
| Life & Beth                  | Comédia                                 | 18 de março de 2022     | 1 temporada, 10 episódios  | 24–32 min. | Renovada                                                   |
| Aguardando lançamento        |                                         |                         |                            |            |                                                            |
| The Bear                     | Comédia                                 | 23 de junho de 2022     | 1 temporada, 8 episódios   | TBA        | Pendente                                                   |
| Maggie                       | Comédia                                 | 6 de julho de 2022      | 1 temporada, 13 episódios  | TBA        | Pendente                                                   |
| This Fool                    | Comédia                                 | 12 de agosto de 2022    | 1 temporada, 10 episódios  | TBA        | Pendente                                                   |

### Animação

#### Animação adulta
| Título          | Gênero                        | Estreia                | Temporadas                 | Duração    | Estado                                                                                   |
| --------------- | ----------------------------- | ---------------------- | -------------------------- | ---------- | ---------------------------------------------------------------------------------------- |
| The Awesomes    | Comédia de super-heróis       | 1 de agosto de 2013    | 3 temporadas, 30 episódios | 22 min.    | Finalizada                                                                               |
| Solar Opposites | Sitcom de ficção científica   | 8 de maio de 2020      | 2 temporadas, 17 episódios | 22–25 min. | 3ª temporada com estreia prevista para 13 de julho de 2022; Renovada para a 4ª temporada |
| Crossing Swords | Comédia de fantasia mediecval | 12 de junho de 2020    | 2 temporadas, 20 episódios | 22–24 min. | Pendente                                                                                 |
| M.O.D.O.K.      | Comédia de super-heróis       | 21 de maio de 2021     | 1 temporada, 10 episódios  | 23–25 min. | Finalizada                                                                               |
| Hit-Monkey      | Comédia de super-heróis       | 17 de novembro de 2021 | 1 temporada, 10 episódios  | 22–27 min. | Pendente                                                                                 |

#### Crianças e família
| Título             | Gênero   | Estreia                | Temporadas                 | Duração    | Estado     |
| ------------------ | -------- | ---------------------- | -------------------------- | ---------- | ---------- |
| The Doozers        | Aventura | 25 de abril de 2014    | 2 temporadas, 62 episódios | 12–22 min. | Finalizada |
| The Bravest Knight | Fantasia | 21 de junho de 2019    | 1 temporada, 13 episódios  | 12 min.    | Finalizada |
| Animaniacs         | Comédia  | 20 de novembro de 2020 | 2 temporadas, 26 episódios | 24–27 min. | Renovada   |

### Sem roteiro

#### Docussérie
| Título                                         | Gênero            | Estreia                | Temporadas                 | Duração    | Estado     |
| ---------------------------------------------- | ----------------- | ---------------------- | -------------------------- | ---------- | ---------- |
| A Day in the Life                              | Biográfica        | September 29, 2011     | 2 temporadas, 16 episódios | 22 min.    | Finalizada |
| Up to Speed                                    | Comédia de viagem | 9 de agosto de 2012    | 1 temporada, 6 episódios   | 24 min.    | Finalizada |
| Behind the Mask                                | Esporte           | 29 de outubro de 2013  | 2 temporadas, 20 episódios | 22–23 min. | Finalizada |
| RocketJump: The Show                           | Making-of         | 2 de dezembro de 2015  | 1 temporada, 8 episódios   | 21–27 min. | Finalizada |
| Triumph's Election Watch 2016                  | Comédia política  | 8 de fevereiro de 2016 | 1 temporada, 6 episódios   | 30–85 min. | Finalizada |
| Vice Investigates                              | Docussérie        | 1 de novembro de 2019  | 1 temporada, 8 episódios   | 59 min.    | Finalizada |
| Defining Moments with OZY                      | Docussérie        | 4 de março de 2020     | 1 temporada, 7 episódios   | 26–33 min. | Finalizada |
| Hillary                                        | Docussérie        | 6 de março de 2020     | 4 episódios                | 59 min.    | Minissérie |
| Sasquatch                                      | True crime        | 20 de abril de 2021    | 3 episódios                | 41–51 min. | Minissérie |
| McCartney 3,2,1                                | Música            | 16 de julho de 2021    | 6 episódios                | 27–31 min. | Minissérie |
| Wild Crime                                     | True crime        | 28 de setembro de 2021 | 4 episódios                | 39–41 min. | Minissérie |
| The Curse of Von Dutch: A Brand to Die For     | Docussérie        | 18 de novembro de 2021 | 3 episódios                | 57–58 min. | Minissérie |
| City of Angels \| City of Death                | True crime        | 24 de novembro de 2021 | 6 episódios                | 40–46 min. | Minissérie |
| Captive Audience: A Real American Horror Story | Docussérie        | 21 de abril de 2022    | 3 episódios                | 42-49 min. | Minissérie |

#### Reality
| Título                              | Gênero                  | Estreia                | Temporadas                 | Duração    | Estado                   |
| ----------------------------------- | ----------------------- | ---------------------- | -------------------------- | ---------- | ------------------------ |
| If I Can Dream                      | Reality                 | 2 de março de 2010     | 1 temporada, 32 episódios  | 25 min.    | Finalizada               |
| Taste the Nation with Padma Lakshmi | Programa de culinária   | 18 de junho de 2020    | 2 temporadas, 14 episódios | 30–36 min. | Pendente                 |
| Eater's Guide To The World          | Reality                 | 11 de novembro de 2020 | 1 temporada, 7 episódios   | 25 min.    | Finalizada               |
| Exposure                            | Reality                 | 26 de abril de 2021    | 1 season, 6 episodes       | 49–59 min. | Ended                    |
| The D'Amelio Show                   | Reality                 | 3 de setembro de 2021  | 1 temporada, 8 episódios   | 25–34 min. | Renovada                 |
| Baker's Dozen                       | Competição de culinária | 7 de outubro de 2021   | 1 temporada, 8 episódios   | 47–51 min. | Pending                  |
| The Next Thing You Eat              | Comida                  | 21 de outubro de 2021  | 1 temporada, 6 episódios   | 29–36 min. | Pendente                 |
| Candified: Home for the Holidays    | Reality                 | 1 de dezembro de 2021  | 1 temporada, 4 episódios   | 42 min.    | Pendente                 |
| The Kardashians                     | Reality                 | 14 de abril de 2021    | 1 temporada, 10 episódios  | 45–48 min. | 1ª temporada em exibição |

#### Variedades
| Título                                   | Gênero            | Estreia               | Temporadas                  | Duração    | Estado     |
| ---------------------------------------- | ----------------- | --------------------- | --------------------------- | ---------- | ---------- |
| The Morning After                        | Cultura popular   | 17 de janeiro de 2011 | 3 temporadas, 800 episódios | 5 min.     | Finalizada |
| Spoilers with Kevin Smith                | Crítica de cinema | 4 de junho de 2021    | 1 temporada, 10 episódios   | 20–26 min. | Finalizada |
| I Love You, America with Sarah Silverman | Política          | 12 de outubro de 2017 | 2 temporadas, 21 episódios  | 26–33 min. | Finalizada |
| The Choe Show                            | Estilo de vida    | 25 de junho de 2021   | 1 temporada, 4 episódios    | 22–30 min  | Finalizada |